# Greta Scacchi

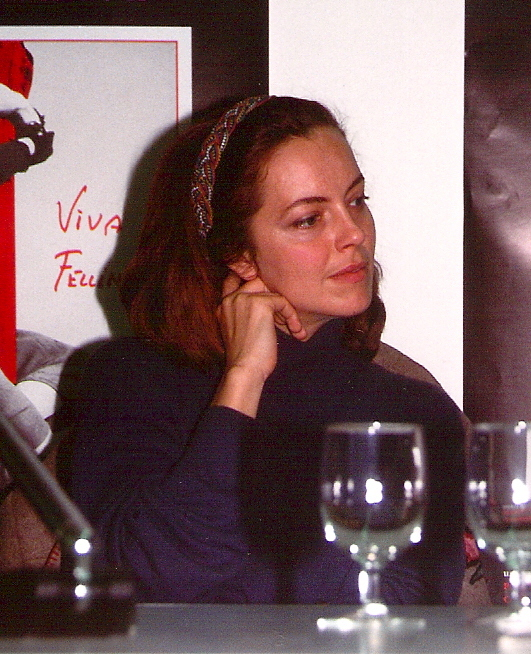
Greta Scacchi 2008

Greta Scacchi (* 18. Februar 1960 in Mailand) ist eine italienisch-australische Schauspielerin.

## Leben
Greta Scacchi wuchs als Tochter einer englischen Tänzerin und eines italienischen Malers zweisprachig auf. Als sie vier Jahre alt war, trennten sich ihre Eltern. Sie zog mit ihrer Mutter und ihren Brüdern nach England, wo sie zunächst in London und ab 1966 in Haywards Heath (West Sussex) lebten. Als ihre Mutter 1975 erneut heiratete, zog die Familie mit Scacchis Stiefvater nach Australien; dort arbeitete sie als Cowgirl und als Italienisch-Übersetzerin.
Da sie als Kind Ballettunterricht erhalten hatte, kehrte sie mit 18 Jahren nach London zurück und begann 1978 eine Ausbildung am Bristol Old Vic. Anschließend spielte Scacchi an verschiedenen Theatern kleinere Rollen und arbeitete als Werbe-Model.
Ihr Filmdebüt gab sie 1982 in dem Horrorfilm Das zweite Gesicht unter der Regie von Dominik Graf. Im selben Jahr folgte ihre erste größere Filmrolle an der Seite von Julie Christie in der Literaturverfilmung Hitze und Staub. 1985 gelang ihr mit ihrer Rolle in der Komödie Coca Cola Kid schließlich der Durchbruch.

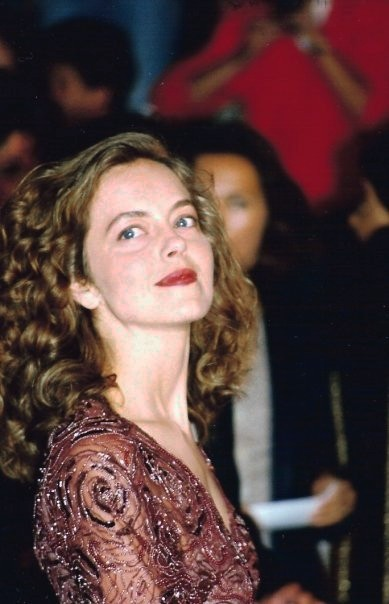
Greta Scacchi in Cannes 1994

Im Jahr 1990 zog Scacchi nach Los Angeles, da sie sich auch in Hollywood durchsetzen wollte. Ihre erste Rolle in einem Hollywood-Film gab sie in Alan J. Pakulas Gerichtsfilm-Thriller Aus Mangel an Beweisen. Es folgten Rollen unter anderem in Wolfgang Petersens zweitem Hollywood-Film Tod im Spiegel, in Robert Altmans Filmkomödie The Player und in dem Drama Der Schlangenkuss.
Ab 1989 war Scacchi mit dem Schauspieler Vincent D’Onofrio liiert. Aus dieser Verbindung stammt ihre Tochter Leila George, die 1992 in Australien geboren wurde.

## Filmografie (Auswahl)

### Kino
- 1982: Das zweite Gesicht (The Second Face)
- 1983: Dead On Time (Kurzfilm)
- 1983: Hitze und Staub (Heat and Dust)
- 1985: Coca Cola Kid (The Coca-Cola Kid)
- 1985: Burke & Wills
- 1986: Button – Im Sumpf der Atommafia (Defense of the Realm)
- 1987: Die letzten Tage in Kenya (White Mischief)
- 1987: A Man in Love (Un homme amoureux)
- 1987: Good Morning, Babylon (Good Morning, Babylonia)
- 1988: Fürchten und Lieben (Paura e amore)
- 1990: Aus Mangel an Beweisen (Presumed Innocent)
- 1991: Tod im Spiegel (Shattered)
- 1991: Fires Within
- 1992: Überleben in Malaysia (The Killing Beach aka Turtle Beach)
- 1992: The Player
- 1992: Salz auf unserer Haut (Salt on our Skin)
- 1994: Der Besuch aus England (Country Life)
- 1994: Schrei in die Vergangenheit (The Browning Version)
- 1995: Jefferson in Paris
- 1996: Emma
- 1996: Così
- 1997: Der Schlangenkuss (The Serpent’s Kiss)
- 1998: Die rote Violine (The Red Violin)
- 1999: Ladies Room
- 1999: Liebe und Leidenschaft (Love and Rage)
- 1999: The Manor
- 2000: Das Geheimnis der Alibrandis (Looking for Alibrandi)
- 2000: One of the Hollywood Ten
- 2001: Festival in Cannes
- 2003: Baltic Storm
- 2004: Beyond the Sea – Musik war sein Leben (Beyond the Sea)
- 2004: Preis des Verlangens (Sotto falso nome)
- 2005: Syriana
- 2005: The Book of Revelation
- 2005: Flightplan – Ohne jede Spur (Flightplan)
- 2008: Shoot on Sight
- 2010: Ewiges Leben (Ways to Live Forever)
- 2017: The White King
- 2017: Der Nebelmann (La ragazza nella nebbia)
- 2017: La tenerezza
- 2018: Head Full of Honey
- 2018: Mein Leben mit Amanda (Amanda)
- 2019: Waiting for the Barbarians
- 2023: Run Rabbit Run
- 2024: He Ain’t Heavy

### Fernsehen
- 1984: Elfenbeinturm (The Ebony Tower, Fernsehfilm)
- 1984: Waterfront (Miniserie)
- 1984: Dame mit den Kamelien (Camille, Fernsehfilm)
- 1985: Dr. Fischer aus Genf (Dr. Fischer of Geneva, Fernsehfilm)
- 1996: Rasputin (Fernsehfilm)
- 1997: Die Abenteuer des Odysseus (The Odyssey, Miniserie)
- 1998: Macbeth (Fernsehfilm)
- 2001: The Farm (Miniserie)
- 2002: Daniel Deronda (Miniserie)
- 2002: Jeffrey Archer: The Truth (Fernsehfilm)
- 2004: Maigret: L’ombra cinese (Fernsehfilm)
- 2006: Agatha Christie’s Marple (Fernsehserie, Folge Lauter reizende alte Damen)
- 2006: Broken Trail (Miniserie)
- 2008: Miss Austen Regrets (Fernsehfilm)
- 2008: Wiedersehen mit Brideshead (Brideshead Revisited, Fernsehfilm)
- 2011: Hindenburg (Fernsehfilm)
- 2013: Elefanten vergessen nicht (Agatha Christie’s Poirot; Fernsehserie, Folge Elephants can remember)
- 2015: A.D.: Rebellen und Märtyrer (Fernsehserie, 4 Folgen)
- 2016: War & Peace (Miniserie, 6 Folgen)
- 2016: Versailles (Fernsehserie, 4 Folgen)
- 2018: The Terror (Fernsehserie, 5 Folgen)
- 2018: Operation Finale
- 2022: The Royal Nanny
- 2023: Bodies (Netflix-Serie, 4 Folgen)
- 2023: Eine Billion Dollar (Fernsehserie)